# Gianfranco Guerrini
Gianfranco Guerrini (Iolanda di Savoia, 6 aprile 1953 – ...) è stato un calciatore italiano, di ruolo difensore.

## Carriera
Cresciuto nella SPAL nel 1972-1973 viene ceduto alla Bellaria Igea Marina in Serie D collezionando 34 presenze senza segnare reti.
La squadra perde lo spareggio per la promozione in Serie C con il Riccione e Guerrini ritorna alla SPAL dove non scende mai in campo, quindi a novembre viene ceduto al Brindisi in Serie B dove scende in campo solo una volta in campionato nell'incontro Bari-Brindisi
Nel 1974-1975 inizia la stagione con il Brindisi ma ad ottobre viene ceduto al Livorno in Serie C, dove disputa 19 incontri di campionato.
L’anno successivo finalmente disputa un campionato da titolare in Serie B con il Brindisi giocando 35 partite di campionato.
Nonostante la squadra sia retrocessa, il calciatore offre delle ottime prove e attira l'attenzione dei grandi club.

Il calciatore Gianfranco Guerrini con la maglia del Napoli in una foto di inizio campionato 1976-1977.

Nel calciomercato che precede la stagione 1976-1977 Guerrini viene acquistato dal Napoli, che per la comproprietà sborsa 110 milioni , però il calciatore non scende mai in campo, fino a che ritorna al Brindisi, dove scende in campo per 9 volte.
L'anno successivo viene acquistato dal Taranto ma non disputa alcun incontro.
Il 27 agosto 1978 nella partita Taranto-Fiorentina valevole per il primo turno della Coppa Italia 1978-1979 scende in campo per l'ultima volta in una competizione ufficiale.

## Morte
Nel 2023, a 50 anni di distanza dallo spareggio tra il Riccione e la Bellaria Igea Marina per la promozione in Serie C, è stata organizzata una rimpatriata dei vecchi giocatori delle due squadre. 
In questa pagina c’è scritto che Guerrini “non è più in vita”, però non ci sono conferme in altri siti consultati.